# Oberea monticola
Oberea monticola là một loài bọ cánh cứng trong họ Cerambycidae.